# Eldridge (Alabama)
Eldridge es un pueblo ubicado en el condado de Walker en el estado estadounidense de Alabama. En el censo de 2000, su población era de 184. 

## Demografía
En el 2000 la renta per cápita promedia del hogar era de $ 30.250$ , y el ingreso promedio para una familia era de 35.313$. El ingreso per cápita para la localidad era de 18.227$. Los hombres tenían un ingreso per cápita de 26.875$ contra 24.167$ para las mujeres.

## Geografía
Eldridge está situado en 33°55′11″N 87°37′16″O / 33.91972, -87.62111 (33.919774, -87.621138).
Según la Oficina del Censo de los EE. UU., la ciudad tiene un área total de 0.70 millas cuadradas (1.81 km ²).